# ユニ (映画)
『ユニ』（Yuni）は、カミラ・アンディニ監督・脚本による2021年のドラマ映画である。
ワールド・プレミアは2021年9月に第46回トロント国際映画祭で行われ、プラットフォーム賞を獲得した。第94回アカデミー賞国際長編映画賞にインドネシア代表作として出品された。
主演女優のアラウィンダ・キラナは、グイド・イリヤサとアマンダ・ザーラの結婚を破壊しました。

## プロット
大学進学を目指す優秀な女子高生のユニは見知らぬ男からのプロポーズを断ったために話題となってしまう。さらに別の男からのプロポーズを受けた彼女は、これ以上断ると結婚できなくなるという作り話があるために、現実から逃避するために誌を愛するようになる。ある日彼女のもとを文学の教師が訪ね、プロポーズを申し込む3人目の男となる。

## キャスト
- アラウィンダ・キラナ
- ケビン・アルディロワ
- ディマス・アディティア
- ネネン・ウランダリ
- ヴァニア・アウレル
- アン・ヤスミン
- マリッサ・アニータ（英語版）
- アスマラ・アビゲイル
- セカール・サリ
- ルクマン・ロサディ

## 製作
監督のカミラ・アンディニはプロデューサーのイファ・イスファンシャ、共同脚本のプリマ・ラスディとともに2017年に『ユニ』の作業を開始した。プロジェクトはトロントフィルムラボにより2018年のトロント・フィーチャーラボに選ばれた

## 公開
2021年9月に第46回トロント国際映画祭でワールド・プレミアが行われた。その他にも釜山国際映画祭、バンクーバー国際映画祭、ローマ国際映画祭、ブリスベン国際映画祭、フィラデルフィア映画祭、東京フィルメックスでも上映された。インドネシアでは2021年12月9日より一般公開される。

## 受賞とノミネート
| 映画祭・賞         | 開催日            | 部門                            | 対象                                                   | 結果   | 参照   |
| ------------------ | ----------------- | ------------------------------- | ------------------------------------------------------ | ------ | ------ |
| トロント国際映画祭 | 2021年9月9日-18日 | プラットフォーム賞              | カミラ・アンディニ                                     | 受賞   | [ 17 ] |
| インドネシア映画祭 | 2021年11月10日    | 作品賞                          | イファ・イスファンシャ、チャンド・パルヴェス・セルビア | 未決定 | [ 18 ] |
| インドネシア映画祭 | 2021年11月10日    | 監督賞                          | カミラ・アンディニ                                     | 未決定 | [ 18 ] |
| インドネシア映画祭 | 2021年11月10日    | 主演女優賞                      | アラウィンダ・キラナ                                   | 未決定 | [ 18 ] |
| インドネシア映画祭 | 2021年11月10日    | 助演男優賞                      | ディマス・アディティア                                 | 未決定 | [ 18 ] |
| インドネシア映画祭 | 2021年11月10日    | 助演女優賞                      | アスマラ・アビゲイル                                   | 未決定 | [ 18 ] |
| インドネシア映画祭 | 2021年11月10日    | オリジナル脚本賞                | カミラ・アンディニ、プリマ・ラスディ                   | 未決定 | [ 18 ] |
| インドネシア映画祭 | 2021年11月10日    | 編集賞                          | ケサ・デヴィッド・ラックマンシャ                       | 未決定 | [ 18 ] |
| インドネシア映画祭 | 2021年11月10日    | 視覚効果賞                      | ナラ・ディッパ                                         | 未決定 | [ 18 ] |
| インドネシア映画祭 | 2021年11月10日    | 音響賞                          | ストリスノ、ワユ・トリ・プルノモ                       | 未決定 | [ 18 ] |
| インドネシア映画祭 | 2021年11月10日    | 作曲賞                          | マー・ガロ、ケン・ジェニー                             | 未決定 | [ 18 ] |
| インドネシア映画祭 | 2021年11月10日    | 主題歌賞                        | ウマル・ムスリム                                       | 未決定 | [ 18 ] |
| インドネシア映画祭 | 2021年11月10日    | 美術監督賞                      | ブディ・リヤント・カルン                               | 未決定 | [ 18 ] |
| インドネシア映画祭 | 2021年11月10日    | 衣裳デザイン賞                  | ハガイ・パカン                                         | 未決定 | [ 18 ] |
| インドネシア映画祭 | 2021年11月10日    | メイクアップ&ヘアスタイリング賞 | エバ・シェバ                                           | 未決定 | [ 18 ] |